# ساهارا وان
ساهارا وان هي قناة تلفزيونية ترفيهية عامة هندية ناطقة باللغة الهندية يقع مقرها في نيودلهي. تدار من قبل ساهارا إنديا باريوار.